# Josep Comes i Busquets
Josep Comes i Busquets (Barcelona, 1 de gener de 1924 - L'Ametlla del Vallès, 5 d'octubre de 2023) fou un pintor català d'estil hiperrealista.

## Biografia
Fill d'una família treballadora va créixer dins un ambient de fort compromís social. La mort del seu germà, voluntari republicà de només disset anys, a la guerra civil espanyola i l'exili posterior del seu pare a França, formen part de la seva infantesa.
Es va formar professionalment i artísticament de la mà de Manel Rallo a Sabadell, ciutat en la qual visqué molts anys i que es recull en bona part de la seva obra.
En la post-guerra, encara un adolescent, es guanyà la vida emblanquinant esglésies cremades durant la guerra. D'aquí evolucionà a pintor decorador, grafista i professor de dibuix. Posteriorment exercí de decorador d'interiors especialment de botigues a Sabadell.
Implicat socialment ha actuat des d'abans de la transició en grups culturals i polítics. A l'Acadèmia de Belles Arts de Sabadell ha estat director artístic (1976-77) i president (1978-1980).
La dedicació a la pintura artística no serà fins als anys 70 que participà en exposicions col·lectives, premis nacionals i internacionals a Catalunya, principalment.
El 1978 va començar un seguit de viatges a la província de Sòria, acompanyat del seu amic pintor Lluís Valls Areny per a cercar fonts d'inspiració que plasma en paisatges d'estil expressionista. En un d'aquest viatges, decideix trencar amb la seva família, feina i posició per a centrar-se exclusivament en la seva nova etapa artística. Tenia 54 anys i decideix passar a viure en solitari a la masia de Can Torras al massís de Sant Llorenç del Munt durant dos anys. Va centrar el seu estil, que ha continuat al llarg de la seva història, en la pintura hiperrealista feta al tremp d'ou.
Als anys 60, fixà la seva residència a l'Ametlla del Vallès on va viure fins a la seva mort.
Va formar part de les llistes municipals del PSC a l'Ametlla del Vallès.

## Obra
Més d'un centenar d'obres de gran mida al tremp d'ou i una vintena de dibuixos. A la seva obra reflecteix amb una precisió i detall quasi fotogràfic els interiors de cases modernistes de Sabadell, grans palaus i estacions de tren o detalls d'una porta, d'una botiga o d'una escala.
- Ha exposat individualment en 34 ocasions a Barcelona, París, Girona i la Bisbal d'Empordà.[5]
- Ha participat en més de 20 exposicions col·lectives.[5]